# Socialisme apostolique
Le socialisme apostolique ou communalisme apostolique est un concept créé par Jim Jones pour définir l'utilisation du christianisme pour la justice sociale et les droits civiques.

## Origines
Dès le début du vingtième siècle, l'Église, en particulier catholique, s'élève contre le socialisme qui la remet souvent en cause. Les socialistes français, comme Léon Blum, qualifient le socialisme de mode de vie et de religion en elle-même.

## Le socialisme apostolique au Temple du Peuple
Dans les années 1960, le pasteur et gourou Jim Jones crée l'expression de « socialisme apostolique » dans le cadre de sa secte, le Temple du Peuple. Dans sa définition originale, il s'agit du fait d'utiliser le christianisme comme support d'un engagement pour le socialisme, la justice sociale et les droits civiques. Il utilise cette expression pour montrer que les apôtres, aux premières heures du christianisme, vivaient de façon qu'il considère communiste.
Il fait souvent référence à la Pentecôte, où tous les biens sont mis en commun pour le bien de chacun. Il fait parfois référence à un socialisme divin, affirmant que le socialisme représente l'amour divin dans lequel tous song égaux et le partage règne en paix.

## Réactions
En 1971, les chrétiens attirés par des courants socialistes sont accusés par le pape Paul VI d'idéaliser le socialisme pour sa « volonté de justice, de solidarité et d’égalité », sans prendre en compte ses autres idéologies considérées incompatibles avec la foi. Le pape propose d'aider les chrétiens à s'engager en partie dans la voie du socialisme sans trahir « les valeurs, notamment de liberté, de responsabilité et d’ouverture au spirituel » propres au christianisme.